# Cartelă SIM

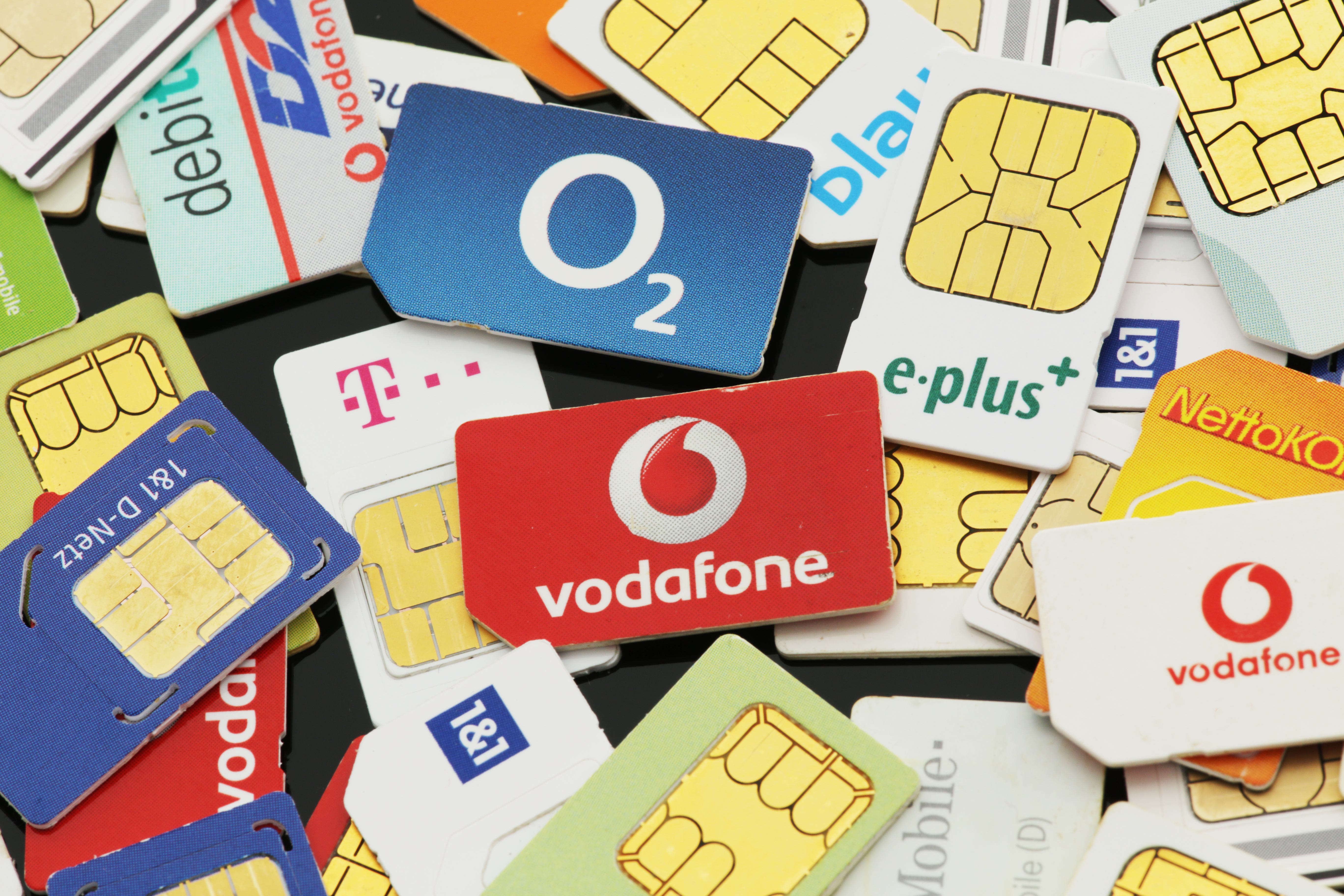
Cartele SIM

Cartela SIM (Subscriber Identity Module – modul de identitate a abonatului sau Subscriber Identification Module – modul de identificare a abonatului) este un card de memorie de mici dimensiuni cu ajutorul căruia se pot folosi serviciile unui operator de telefonie mobilă. Cartelele SIM conțin circuite integrate utilizate de către companiile de telefonie mobilă pentru identificare și autentificare în rețelele lor. Sunt utilizate în special pe telefoanele GSM, dar pot fi utilizate și în telefonia prin satelit, în ceasurile inteligente, calculatoare sau aparate foto. Caracteristicile tehnice și fizice ale unui SIM sunt stabilite de ETSI (European Telecommunications Standards Institute – Institutul European pentru Standarde în Telecomunicații).

## Istoric
Cartela SIM a fost dezvoltată în 1991 de producătorul de cartele inteligente Giesecke & Devrient din München. Primele 300 au fost vândute către Radiolinja, prima rețea de telecomunicații mobile din Finlanda. Nokia 1011 a fost primul telefon mobil GSM care a intrat în vânzare.
Primele cartele SIM aveau dimensiunile fizice unui card bancar, având doar 8 KB de memorie și furnizau capacitățile de bază (primirea și efectuarea apelurilor, primire SMS, roaming) necesare pentru a lucra în rețelele celulare. Au fost utilizate inclusiv în România în cazul cartelelor de telefonie publică furnizate de Romtelecom.
La sfârșitul anilor 1990 au apărut carduri SIM cu 16 și 64 KB de memorie. Cartelele SIM moderne acceptă o mulțime de funcții, care oferă acces la diverse servicii ale operatorului. Au fost dezvoltate cartele SIM al căror volum ajunge la sute de megabiți sau chiar mai mult. Compania M-Systems produce cardurile MegaSIM, care au volume de 128, 256, 512 MB și 1 GB.
În prezent, cartelele SIM sunt omniprezente, permițând conectarea a peste 7 miliarde de dispozitive la rețelele celulare din întreaga lume. Se estimează că prin creșterea rețelelor celulare IoT și 5G va determina creșterea pieței pentru cartele SIM la peste 20 miliarde de dispozitive.

## Tipuri

Diferite dimensiuni de cartele SIM: full-size, mini SIM, micro SIM și nano SIM

Cartelele SIM pot avea formate și dimensiuni diferite, conform diverselor tipuri de sloturi SIM ale telefoanelor.
- SIM standard: cel mai vechi SIM, cu dimensiunile cele mai mari (85,60 x 53,98 x 0,76 mm) si totodata cel mai usor de recunoscut. Este folosit rar în prezent.
- Mini-SIM: este cel mai cunoscut, a apărut pentru prima dată în 1996 cu dimensiuni de 25 x 15 x 0,76 mm. Până la apariția lui iPhone 4 în 2010, a fost singurul tip de SIM utilizat de telefoanele mobile.
- Micro-SIM: standardul a apărut în 2003 cu dimensiunile 15 x 12 x 0,76 mm. Și-a făcut apariția în 2010 pe iPhone 4 și, ulterior, pe iPhone 4S, dar a fost adoptat și de alți producători precum Samsung, HTC, Sony, Nokia.[3]
- Nano-SIM: a fost lansat în 2012, mai subțire decât cardurile Micro și Mini-SIM, doar 12,3 x 8,8 x 0,67 mm. iPhone 5 a fost primul smartphone dotat cu cartele nanoSIM. [4]

- SIM încorporat: un SIM utilizat în prezent în sistemele înglobate pentru care producătorul încarcă profilul SIM (setări, parametrii).

- eSIM (embedded-SIM): similar cu SIM-ul încorporat, a fost lansat în 2010. eSIM este o cartelă SIM integrată în dispozitiv, cipul este lipit pe placa de bază, dar profilul SIM nu este descărcat de producător, ci de utilizator după cumpărare și activat în același timp. Informațiile de pe eSIM sunt reinscriptibile, ceea ce înseamnă că un utilizator poate schimba operatorul fără a fi necesară o nouă cartelă SIM. A fost implementat prima dată pe Samsung Gear S2 3G în 2016. Există doar câteva modele de smartphone care suportă cartele eSIM, de obicei fiind dispozitive premium: Google (Pixel 4a și 4XL), Apple (iPhone 11, iPhone 11 Pro, 11 Pro Max, iPhone 12, iPhone XS, XS Max, iPhone XR), Samsung (Galaxy Fold, S20, S20+, S20 Ultra, Z Flip).[5]

- Thin SIM: este un dispozitiv foarte subțire în formă de cartelă SIM, cu grosimea de aproximativ 120 microni, cu circuite pe ambele părți. Se folosește prin lipirea acestuia deasupra unei cartele SIM obișnuite. Acesta funcționează ca un emulator pentru diverse aplicații personalizate sau rețele în special pe telefoanele mobile neprogramabile. [6]

## Caracteristici

Conexiunile unei cartele SIM: 1-VCC (alimentare), 2-RST (resetare), 3-CLK (ceas), 4-D + (USB Inter-chip), 5-GND (masă), 6-VPP (tensiune de programare), 7-I/O (intrare/eșire), 8-D - (USB Inter-chip)

Toate telefoanele GSM și majoritatea telefoanelor iDEN necesită o cartelă SIM pentru a funcționa. Există anumite tipuri de telefoane (CDMA, TDMA, AMPS) care nu utilizează un SIM. În schimb, datele necesare sunt programate direct în telefon.
Cartela SIM dispune de obicei între 32KB-128KB capacitate de memorie, suficientă pentru a înregistra câteva sute de contacte și mesaje. De asemenea, stochează informații esențiale utilizate de operatorii mobili pentru identificarea și autentificarea telefonului în rețelele lor. Cele mai importante date de pe o cartelă SIM sunt:
- IMSI (International Mobile Subscriber Identity): reprezintă un cod de identitate internațională a unui utilizator de servicii de telefonie mobilă. Codul IMSI este stocat pe SIM ca un câmp de 64 biți care ocupă extrem de puțină memorie, este alocat utilizatorului de către operatorii de telefonie și este trimis de telefon către rețea pentru identificarea abonatului. IMSI este un număr format de obicei din 15 cifre, dar poate fi mai și mai scurt. De exemplu, vechile coduri IMSI din Africa de Sud, care sunt încă utilizate pe piață, sunt formate din 14 cifre. Din componența unui cod IMSI, primele 3 cifre reprezintă codul de țară (MCC), care este urmat de codul rețelei mobile (MNC), format din 2 cifre (standard european) sau 3 cifre (standard nord-american). Restul cifrelor reprezintă numărul de identificare a abonamentului mobil (MSIN) în baza de clienți a rețelei.[7]

- MSISDN (Mobile Subscriber Integrated Services Digital Network): este chiar numărul de telefon al abonatului.

- ICCID (Integrated Circuit Card Identifier): este numărul de serie unic al cartelei SIM aflat lângă cipul digital. Un număr ICCID complet conține 19 sau 20 de caractere. Uneori pe cartela SIM pot să fie tipărite doar ultimele 13 cifre ale numărului ICCID

Formatul ICCID este MMCC IINN NNNN NNNN NN C x:

MM= Constant (ISO 7812 Major Industry Identifier)

CC = Codul țării

II = Identificator emitent

N {12} = ID cont (număr SIM)

C = suma de verificare calculată din celelalte 19 cifre utilizând algoritmul Luhn

x = cifra 20 suplimentară, este aflată de comanda ‘’AT! ICCID?”, dar nu face parte oficial din ICCID.
Primele două cifre sunt identificate cu numărul 89, ceea ce înseamnă că este un SIM pentru telecomunicații. Următoarele două cifre reprezintă țara din care fac parte, (în cazul Romîniei acesta este 40), iar restul numărului este practic numărul de serie al cardului în cadrul operatorului de telefonie mobilă. 
- MCC (Mobile Country Code) și MNC (Mobile Network Code): sunt coduri unice de acces ce informează rețelele mobile la care telefonul se conectează cărei țări aparține cartela SIM precum și abonamentul.

- MSIN (Mobile Subscriber Identification Number): un cod folosit de companiile de telefonie pentru a identifica telefonul și a-i putea asocia abonamentul și numărul de telefon. Este format din ultimile 10 cifre ale codului IMSI.

- Authentication Key: o valoare pe 128 de biți alocată cartelei SIM de către operatorul mobil, folosită pentru a oferi acces la rețeaua mobilă. Această cheie este stocată atât pe cartela SIM cât și în baza de date a companiei de telefonie.

- PIN (Personal Identification Number): este un cod numeric format din 4-8 cifre, înregistrat pe cartela SIM. În cazul în care codul PIN este introdus incorect de trei ori, cartela SIM este blocată până la introducerea unui cod PUK, furnizat de operatorul de telefonie.

- PUK (Personal Unblocking Key): cod special utilizat pentru deblocarea codului PIN și a unei cartele SIM este blocată. După introducerea codului PUK, PIN-ul trebuie resetat. Dacă un cod PUK este introdus incorect de zece ori, cartela SIM este blocată permanent, necesitând o nouă cartelă SIM de la serviciul operatorului de telefonie mobilă. [10][11]

### Dual SIM

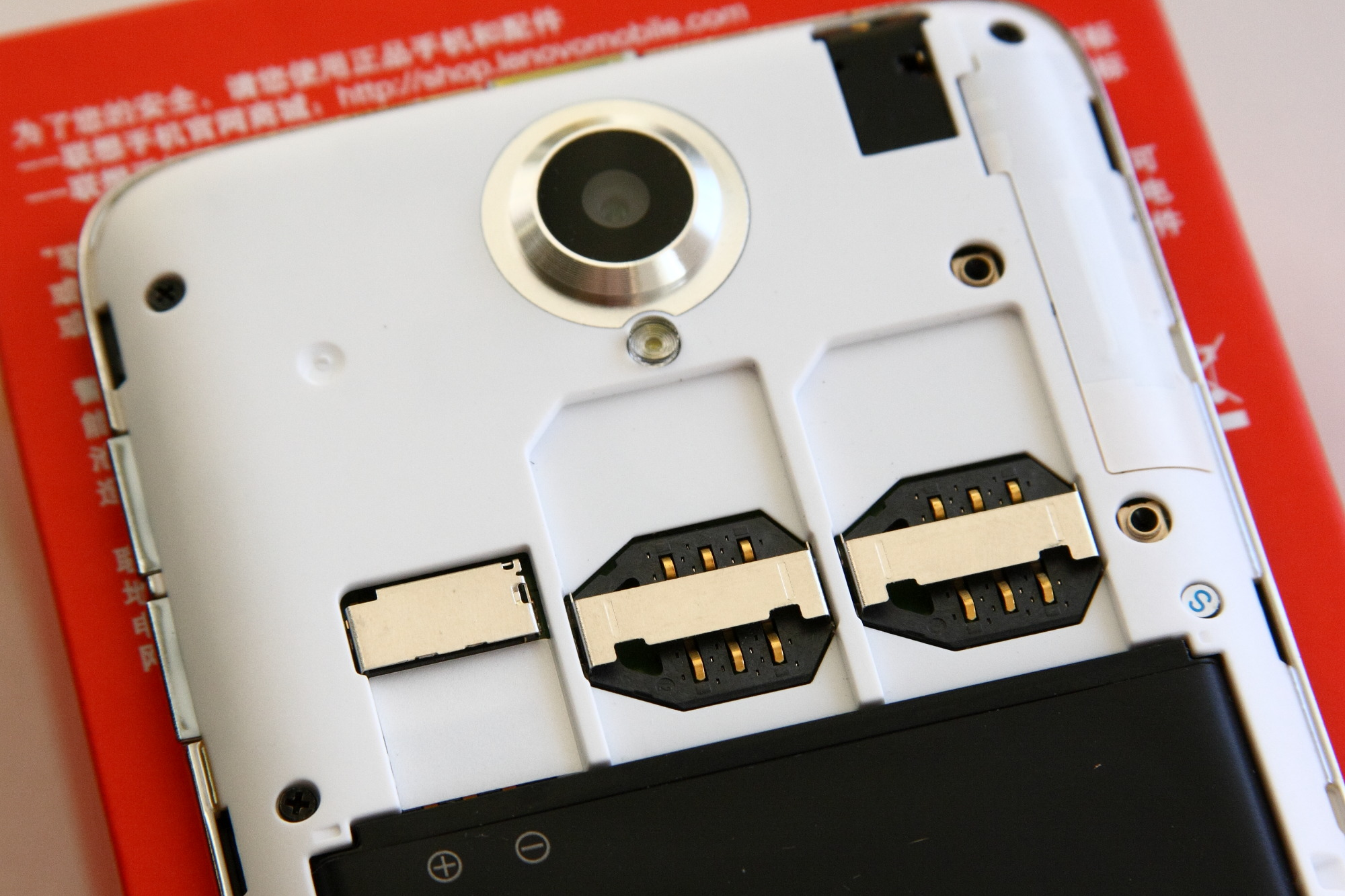
Sloturi dual SIM

Este o funcție a unor smartphone-uri care le permite să folosească două cartele SIM diferite, simultan. Un telefon care poate avea două cartele SIM în același timp, se numește Dual SIM. Cele mai comune tipuri de implementări Dual SIM sunt:
- Dual SIM Single Standby (Passive): este cea mai slabă implementare a tehnologiei Dual SIM și este folosită în principal pe telefoanele mobile clasice, nu pe smartphone. Un telefon Dual SIM Passive este capabil să folosească două cartele SIM diferite, dar numai una dintre ele poate fi activă la un moment dat. Asta înseamnă că dacă una dintre cartelele SIM funcționează, cealaltă nu este disponibilă. Pentru a putea folosi cea de-a doua cartelă SIM, aceasta trebuie activată manual, iar primul SIM va fi automat dezactivat.

- Dual SIM Dual Active: oferă posibilitatea de a face apeluri telefonice de pe oricare dintre SIM-uri și de a primi apeluri telefonice pe oricare dintre cartelele simultan. Smartphone-urile Dual SIM Dual Active au ambele cartele SIM active în mod permanent și, atunci când se poartă o conversație pe una dintre ele, cealaltă poate primi în continuare apeluri, mesaje sau date. Dezavantajul telefoanelor Dual SIM Dual Active este că aceste dispozitive au două transmițătoare radio, câte unul pentru fiecare cartelă SIM. Asta înseamnă că acestea consumă mai multă baterie decât un smartphone cu un singur SIM și este și o tehnologie mai costisitoare de implementat, având ca rezultat un preț mai mare pentru smartphone-ul cumpărat. Acesta este motivul pentru care este foarte dificil să găsești smartphone-uri noi cu această implementare.

- Dual SIM Dual Standby (DSDS): este un hibrid între Dual SIM Standby și Dual SIM Dual Active. În Dual SIM Dual Standby smartphone-ul poate să funcționeze cu două cartele SIM active simultan, care folosesc un singur transmițător radio. Cât timp ambele cartele SIM sunt în modul Standby, se poate efectua și primi apeluri pe oricare dintre ele. Atunci când se face un apel telefonic pe unul dintre SIM-uri, celălalt devine inactiv până când primul încetează a mai fi folosit în mod activ. Aceasta este valabil numai cu tehnologia 2G pentru una sau ambele rețele mobile la care telefonul este conectat. În cazul rețelelor 3G sau 4G, această limitare nu mai există. În majoritatea cazurilor, producătorii de smartphone-uri oferă implementări 4G + 2G Dual SIM Dual Standby, ceea ce înseamnă că o cartelă SIM poate fi folosită doar pentru apeluri și mesaje, nu și pentru conexiuni de date. Asta limitează utilitatea telefoanelor Dual SIM. Dual SIM Dual Standby este mai puțin costisitoare, de aceea majoritatea smartphone-urilor Dual SIM disponibile pe piață sunt smartphone-uri Dual SIM Dual Standby.

Pe telefoanele Apple, atât cartela nano-SIM, cât și eSIM pot să apeleze și să fie apelate. Totuși, deși implementarea permite utilizarea a două numere de telefon diferite simultan, aceasta funcționează doar în țările în care operatorii oferă suport pentru eSIM. 

## Durata de viață
Deoarece cartele SIM sunt carduri de memorie nevolatilă, cu fiecare ciclu de ștergere/scriere, (de exemplu în timpul autentificării în rețea), memoria utilizată se uzează, în consecință au o durată de viață limitată. Inițial, producătorii de cipuri SIM garantau 100.000 de astfel de cicluri, însă pentru = cartelele actuale, această valoare este de la 500.000 la un milion.

## Funcționare
Unitatea I/O reglează accesul la cartela SIM. La pornire, telefonul obține IMSI de pe cartela SIM și îl transmite la rețea împreună cu o cheie de autentificare. Acesta este un proces asemănător unei solicitări de acces, unei autentificări. Rețeaua caută codul IMSI în baza internă de date și apoi generează un număr aleatoriu, A, pe care îl semnează cu cheia de autentificare pentru a crea un număr nou, B.

Telefonul primește numărul A de la rețea și îl transmite către cartela SIM, care îl semnează cu propria cheie de autentificare pentru a crea un număr nou, C. Acest număr este transferat înapoi în rețea iar dacă numărul B al rețelei se potrivește cu numărul C al cartelei SIM, atunci cartelei SIM îi este permis accesul la rețea și pot fi efectuate convorbiri. Tot acest proces este unul tehnic și se desfășoară extrem de rapid.